# Ameropterus breviantennis
Ameropterus breviantennis is een insect uit de familie vlinderhaften (Ascalaphidae), die tot de orde netvleugeligen (Neuroptera) behoort. De soort komt voor in Brazilië.